# Хаджилари (окръг Тулча)
Вижте пояснителната страница за други значения на Хаджилари.
Хаджилари  или Аджилари  (на румънски: Lăstuni, Лъстуни) е село в Северна Добруджа, Румъния. Селото е част от Община Еникьой (Михай Когълничану), Окръг Тулча.

## История
Село Хаджилари е основано около 1877 година заедно със съседното Еникьой от преселници от Бесарабия, които са преселници от Източна Тракия където се намират едноименните села Хаджилари и Еникьой, изслели се през Руско-турската война от 1829 г. Около тази дата в селото се заселва и малък брой румънци.
До 1940 година Хаджилари е с преобладаващо българско население. При избухването на Балканската война в 1912 година един човек от Хаджилари е доброволец в Македоно-одринското опълчение. Българското население на Хаджилари се изселва в България по силата на подписаната през септември 1940 г. Крайовска спогодба.

## Личности
Родени в Хаджилари
- Алекси Иванов (1922 – 1997), български политик
- Гого Ангелов Гогов (1910 – 1944), български военен деец, подофицер, загинал през Втората световна война[3]
- Гочо Йорданов Гочов (1889 – ?), 3 рота на 9 велешка дружина, носител на орден „За храброст“ IV степен[4]
- Жеко Гочев Станчев (1921 – 1944), български военен деец, подофицер, загинал през Втората световна война[5]
- Михал Георгиев Петков (1922 – 1944), български военен деец, подофицер, загинал през Втората световна война[6]